# Ryan Bertrand
Ryan Dominic Bertrand (* 5. August 1989 in Southwark) ist ein englischer Fußballspieler. Der linke Außenverteidiger wurde in der Nachwuchsakademie des FC Chelsea ausgebildet. Nach diversen Stationen bei Leihvereinen gelang ihm ab Mitte 2011 sukzessive der sportliche Durchbruch und obwohl er nur als Ersatzmann hinter Ashley Cole galt, hatte er seinen Anteil daran, dass die „Blues“ im Jahr 2012 den FA Cup und die Champions League sowie ein Jahr darauf die Europa League gewannen. Dabei war er der erste Spieler seit Einführung der Champions League im Jahr 1992, der sein Debüt in der „Königsklasse“ in einem Finale gab. Nach dem Ende der Saison 2013/14 wechselte er zum FC Southampton und nach seiner Olympiateilnahme für Großbritannien im Jahr 2012 wurde er vier Jahre später anlässlich der EM 2016 in Frankreich erstmals auch in der englischen A-Nationalmannschaft für ein Endrundenturnier nominiert. Zuletzt stand er bis Sommer 2023 bei Leicester City unter Vertrag.

## Sportlicher Werdegang

### Vereinskarriere
Nachdem er bis 2005 für die Jugendmannschaft vom FC Gillingham gespielt hatte, wechselte Ryan Bertrand im Juli 2005 zum FC Chelsea und kehrte damit in seine Heimatstadt London zurück. Bereits 2006 begann er seine Spielerlaufbahn bei den Herren und wechselte auf Leihbasis zum AFC Bournemouth. In den folgenden Jahren folgten mehrere Leihgeschäfte zu unterklassigen Vereinen um Spielpraxis zu sammeln. Sein erstes Ligator gelang Ryan Bertrand während seiner Zeit beim FC Reading, als er am 10. März 2010 gegen Derby County einen Treffer erzielte.
Am 5. August 2010 gab der FC Chelsea ein erneutes Leihgeschäft bekannt. Ryan Bertrand wechselte für sechs Monate auf Leihbasis zum englischen Zweitligisten Nottingham Forest, wo er bereits im ersten Ligaspiel beim FC Burnley über die volle Distanz zum Einsatz kam. Am 3. Januar 2011 kehrte er zum FC Chelsea zurück. Am 19. Mai 2012 stand er beim Champions-League-Gewinn des FC Chelsea im Endspiel gegen den FC Bayern München in der Startformation der Londoner. Als gelernter Linksverteidiger half er auf der für ihn ungewohnten Position im linken Mittelfeld vor seinem vereinsinternen Konkurrenten Ashley Cole aus und er war der erste Spieler seit Einführung der Champions League im Jahr 1992, der sein Debüt in der „Königsklasse“ in einem Finale gab. Im selben Jahr hatte er mit Chelsea auch den FA Cup gewonnen, wobei er jedoch nach fünf Einsätzen im Wettbewerb im Endspiel nicht zum Zuge kam. Als die „Blues“ ein Jahr später die Europa League errangen, war Bertrand erneut auf dem Weg zum Erfolg mehrfach in der Formation vertreten, dann aber im Finale wieder unberücksichtigt geblieben.
Am 17. Januar 2014 wurde Bertrand bis zum Saisonende an Aston Villa ausgeliehen. Für die Saison 2014/15 wurde Bertrand zunächst an den FC Southampton verliehen, am 2. Februar 2015 fest verpflichtet und mit einem Vertrag bis zum 30. Juni 2019 ausgestattet. In Southampton fand Bertrand schließlich sein „sportliches Glück“ und Mitte 2015 wurde „Plastic“, wie Bertrand in Anlehnung an den gleichnamigen Musiker genannt wird, in die Premier-League-Mannschaft des Jahres (PFA Team of the Year) gewählt. Im Jahr darauf war Bertrand maßgeblich dafür mitverantwortlich, dass sich sein Team für die Europa League qualifizierte. Er blieb bis zum Abschluss der Saison 2020/21 in Southampton, bevor er sich ablösefrei dem Ligakonkurrenten Leicester City anschloss. Nach 2 Jahren und 11 Pflichtspieleinsätzen lief sein Vertrag bei Leicester City im Sommer 2023 aus.

### Englische Fußballnationalmannschaft
Ryan Bertrand durchlief mehrere englische Jugendauswahlmannschaften. Er nahm überdies an der U-19-Fußball-Europameisterschaft 2008 in Tschechien teil, wo er mit seiner Mannschaft jedoch bereits in der Vorrunde ausschied. Auch für die U-21-Fußball-Europameisterschaft 2011 in Dänemark wurde er nominiert und kam in den drei Vorrundenspielen zum Einsatz. Erneut scheiterte seine Mannschaft nach der Vorrunde. Ein Jahr später war er Teil der britischen Olympiaauswahl, die in London nur das Viertelfinale erreichte. Kurz darauf bestritt Bertrand am 15. August 2012 im freundschaftlichen Vergleich mit Italien (2:1) sein erstes Spiel im A-Kader Englands, als er in der 78. Spielminute für Leighton Baines eingewechselt wurde. Während er für die WM 2014 in Brasilien unberücksichtigt blieb, kristallisierte er sich danach zunehmend als Alternative auf der linken Abwehrseite heraus. Schließlich wurde er neben Danny Rose von Tottenham Hotspur, der ebenfalls als Linksverteidiger eine gute Saison 2015/16 spielte, in den 23-Mann-Kader der „Three Lions“ für die EM 2016 in Frankreich berufen. Seinen einzigen Einsatz hatte er im dritten Gruppenspiel gegen die Slowakei, wo er über die vollen 90 Minuten spielen durfte.

## Titel/Auszeichnungen
- Champions League (1): 2012
- Europa League (1): 2013
- FA Cup (1): 2012
- PFA Team of the Year (1): 2014/15